# Rebecca Lord
Rebecca Lord (París; 16 de febrero de 1973) es una actriz pornográfica y directora francesa, que ha estado activa desde 1993 hasta 2015, habiendo trabajando tanto en producciones europeas como estadounidenses.

## Filmografía (parcial)
- Secretaries (2010)
- I Am a Sex Addict (2005)
- Going Off the DP End (2005)
- 31 Flavors (2005)
- Coxxxuckers 2 (2005)
- Jaw Breakers 3 (2004)
- Jaw Breakers (2003)
- The Erotic Misadventures of the Invisible Man (2003)
- Stupri di guerra (2002)
- Laura Crotch, Tomb Raider (2001)
- Virgin Kink 17 (2001)
- Chez Twat (2001)
- Torment 13 (2001)
- Taken (2001)
- Trixxx 2 (2000)
- Trixxx (1999)
- Pornogothic (1998)
- Up and Cummers 15 (1995)
- Naked Ambition (1995)
- A Clockwork Orgy (1995)
- Virtual Reality 69 (1995)
- The Last Act (1995)
- Luna Chick (1995) (como Rebecca Lords)
- Attitude (1995)
- Private Film 10: Money for Nothing, Sex for Free (1994) (como Rebecca Carre)
- Fantasy Chamber (1994)
- De Sade (1994)
- Private Video Magazine 16 (1994)
- Rebecca's World Tour: French Edition (1994)
- Scuole superiori (1994) (come Rebecca)
- Private Film 15: Golden Triangle (1994)
- The Devil in Miss Jones 5: The Inferno (1994)
- Gangbang Girl 14 (1994)